# ヤマンドゥ・オルシ

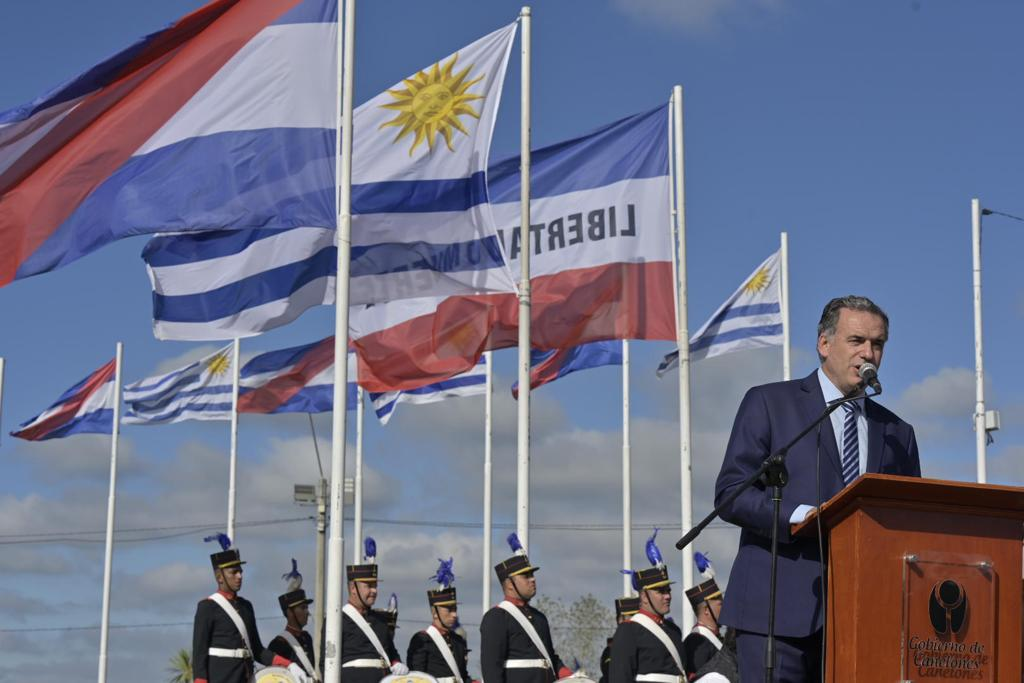
ラス・ピエドラスの戦いの記念式典でスピーチをするオルシ（2023年5月18日）

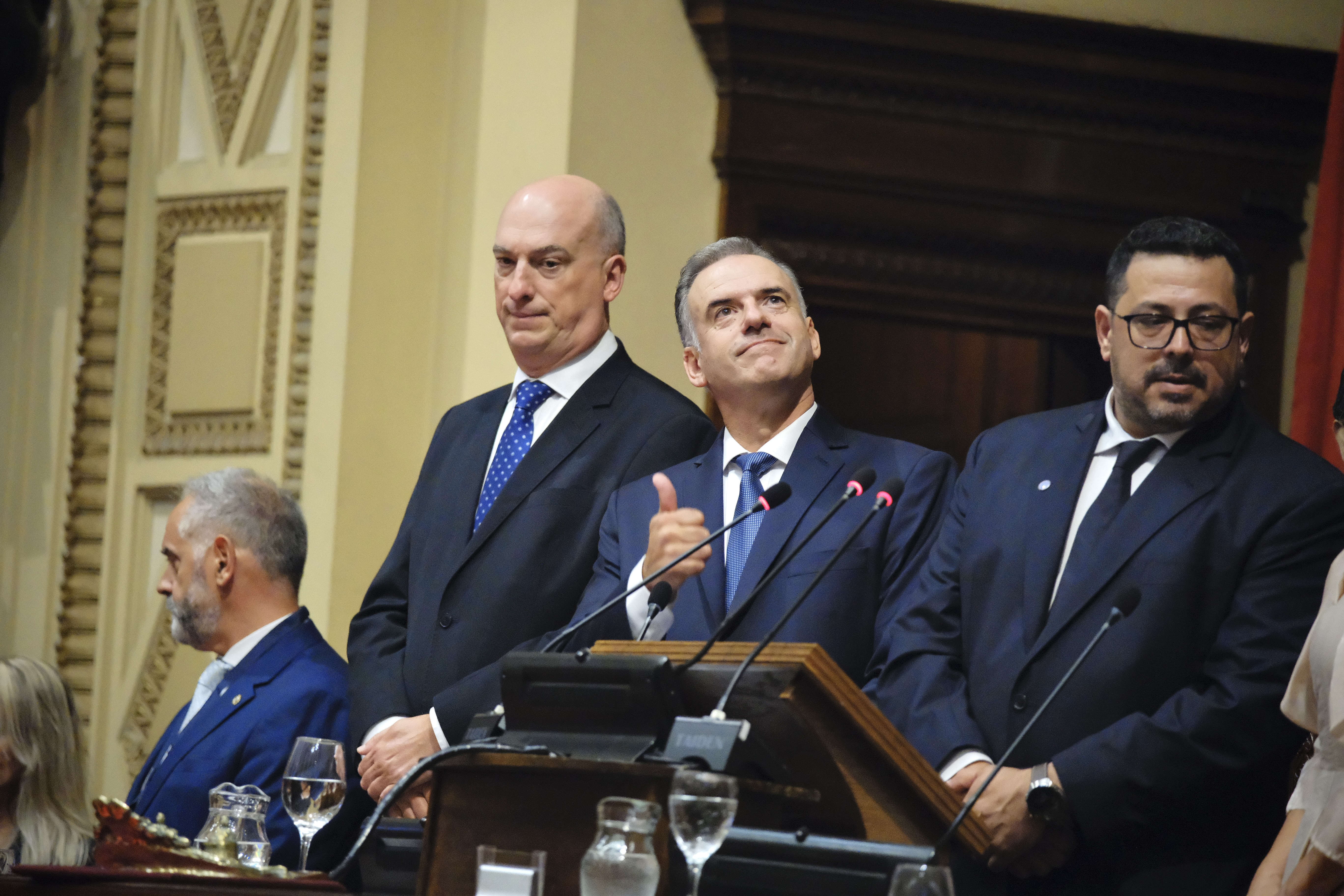
共和国宮殿で行われた大統領就任式にて（2025年3月1日）

ヤマンドゥ・ラモン・アントニオ・オルシ・マルティネス（スペイン語: Yamandú Ramón Antonio Orsi Martínez、スペイン語発音: [ɟʝamanˈdu raˈmon anˈtonjo ˈoɾsi maɾˈtines]、1967年6月13日 - ）は、ウルグアイの政治家。第43代大統領（2025年3月 - ）。政党連合「拡大戦線」の主要ブロックで、左派の人民参加運動に所属する。元カネロネス県知事（2015年 - 2020年2月、2020年11月 - 2024年）。
1991年にアルティガス教員養成学校を卒業後、歴史教員としてカネロネス県やフロリダ県、マルドナド県各地で勤務した。10代のころから政治活動に参加しており、当初はベルティエンテ・アルティギスタに加わっていたが、1989年に人民参加運動が発足すると翌年転じた。

## 経歴

### 生い立ち
カネロネス県の農村部に、農業労働者のパブロ・ベベ・オルシと裁縫師のカルメン・ベバ・マルティネスの第二子として生まれる。姉がひとりいた。
父方は現在のリグーリア州オジーリアにルーツを持つイタリア系移民で、オルシによると19世紀はじめにウルグアイに移民した。大統領当選時には、オジーリア市長がオルシに祝意を表している。母方はスペイン系で、先祖はカナリア諸島からモンテビデオに移り住んだ最初期の入植者のひとりであった 。
サンタローザとサンアントニオのあいだの農村で育ったが、家庭は貧しく、自宅には電気も通っていなかった。5歳のとき、父が脊椎の病気で農業の仕事ができなくなったため、カネロネスに移住。一家は市内で食料雑貨店を営んだ。ローマ・カトリックの家庭だったため、オルシは近所の礼拝堂でミサの侍者を務めた。
10代のころから政治活動に身を投じ、政治団体のベルティエンテ・アルティギスタ、次いで人民参加運動 (MPP) に加わった。軍政時代、人権侵害に加担した軍人や警察官に恩赦を与える国家刑罰請求失効法に関して、国民投票を求める署名集めに参加していた。
大学は当初、国際関係論を学ぼうと共和国大学に入学したが、1ヶ月で中退。その後、中学校の歴史教員を志してモンテビデオのアルティガス教員養成学校に入り直し、1991年に卒業した。

### 政治家として
マルドナド県で歴史を教えていた2004年、カネロネス県から人民参加運動の候補者名簿第4位でウルグアイ下院議員に立候補したが、落選した。2005年7月には、同党の全国委員会およびカネロネス県委員会の委員に就任した。
2015年3月はじめ、教員を退職してカネロネス県知事に立候補。人民参加運動やウルグアイ共産党、ベルティエンテ・アルティギスタ、カサ・グランデなど、拡大戦線を構成する幅広いセクターの支持を得て、得票率37パーセントで当選し、7月9日に就任した。2019年10月に行われた総選挙の第二回投票では、拡大戦線のダニエル・マルティネス・ビジャミル陣営の選挙運動部長に任命された。2020年2月に知事を辞任したが、まもなく再選を目指して運動を開始し、同年知事に再選された。
2019年の総選挙で拡大戦線が敗北したのち、オルシは2024年の大統領選挙予備選挙の有力な候補と目されるようになった。2023年3月19日、人民参加運動がオルシの大統領選立候補を支援すると公に表明すると、ベルティエンテ・アルティギスタや拡大戦線内のほかの左派セクターからも支援表明が相次いだ。12月9日の拡大戦線の大会で、オルシが正式に候補者となった。
2024年10月27日に行われた大統領選挙の第一回投票で、オルシは43.2パーセントないし44パーセントの得票率で、共和国連合のアルバロ・デルガード候補との決選投票に進んだ。決選投票は11月24日に行われ、その結果オルシが当選した。開票予測が発表されると、チリのガブリエル・ボリッチ大統領、ベネズエラのニコラス・マドゥーロ大統領、メキシコのクラウディア・シェインバウム大統領など、各国のリーダーが相次いでオルシに祝意を表した。
次期政権の閣僚人事については、経済財政相にエコノミストのガブリエル・オッドーネを起用することは9月の時点でいち早く決まっていたが、11月に大統領府長官にアレハンドロ・サンチェス・ペレイラが内定した。その後、元大統領ホセ・ムヒカの推薦で畜産・農業・漁業相にアルフレード・フラッティが、保健相にクリスティーナ・ルステムベルグがそれぞれ決まり、12月16日までに全閣僚の名簿が発表された
。
2025年2月2日には、大統領就任後もモンテビデオの大統領官邸に引っ越すことはせず、サリーナスにある私邸から通勤する意向を明らかにした。

## 人物
妻のラウラ・アロンソペレスは、マルドナド県出身の女優・バレエダンサー。2012年にルシアとビクトリオの双子をもうけた。モンテビデオ郊外のカネロネス県サリーナスに家族と暮らしている。実家はカトリックであったが、オルシ自身は不可知論者を自認している。熱心なサッカーファンで、CAペニャロールのサポーターである。